# Attapeu
Attapeu is een stad in Laos en is de hoofdplaats van de provincie Attapeu.
Attapeu telt ongeveer 4900 inwoners en is ook bekend onder de naam Samakhi Xai.